# Kabinett Noda (3. Umbildung)
Das zum dritten Mal umgebildete Kabinett Noda (jap. 野田第3次改造内閣, Noda daisanji kaizō naikaku) regierte Japan unter Führung von Premierminister Yoshihiko Noda von einer Kabinettsumbildung am 1. Oktober 2012 bis zum 26. Dezember 2012, als es vor der Wahl eines neuen Premierministers seinen Rücktritt einreichte und noch am gleichen Tag mit der Ernennung des Nachfolgekabinetts Abe abgelöst wurde.
Am 16. Dezember 2012 fand die Shūgiin-Wahl 2012 statt, die Regierungskoalition aus Demokratischer Partei und Neuer Volkspartei erlitt erdrutschartige Verluste.

## Staatsminister
Die mit * markierten Minister verloren bei der Shūgiin-Wahl am 16. Dezember 2012 ihr Abgeordnetenmandat. Ein Kabinett muss laut Verfassung zur Mehrheit aus Abgeordneten bestehen, laut Chefkabinettssekretär Fujimura hätten aber keine rechtlichen Probleme bestanden, da innerhalb von 30 Tagen ein neuer Premierminister gewählt worden sei, der ein neues Kabinett berufen hätte.
| Amt | Name                                 | Bild              | Parlamentskammer | Fraktion | Faktion (en)       |
| --- | ------------------------------------ | ----------------- | ---------------- | -------- | ------------------ |
| Premierminister | Yoshihiko Noda                       | Yoshihiko Noda    | Shūgiin          | DPJ      | (Noda)             |
| Erster designierter Minister nach Artikel 9 des Kabinettsgesetzes (Vizepremierminister) Minister für „Erneuerung der Verwaltung“ (gyōsei sasshin) zuständig für Verwaltungsreform (gyōsei kaikaku), integrierte Reform von Sozialversicherungen und Steuern (shakaihoshō・zei ittai kaikaku), Reform des öffentlichen Dienstes (kōmuin seido kaikaku) | Katsuya Okada                        | Katsuya Okada     | Shūgiin          | DPJ      | —                  |
| Staatsminister, die ein Ministerium leiten |                                      |                   |                  |          |                    |
| Minister für Innere Angelegenheiten und Kommunikation Staatsminister für Angelegenheiten von Okinawa und der Nördlichen Territorien Minister für die „Förderung der Souveränität der Regionen“ (chiiki shuken suishin) zuständig für die „Belebung der Regionen“ (chiiki kasseika)                                                                    | Shinji Tarutoko                      | Shinji Tarutoko   | Shūgiin          | DPJ      | Tarutoko           |
| Justizminister zuständig für die Entführungen japanischer Staatsbürger durch die Demokratische Volksrepublik Korea (rachi mondai) | Keishū Tanaka (bis 23. Oktober 2012) | Keishū Tanaka     | Shūgiin          | DPJ      | Kawabata           |
| Justizminister zuständig für die Entführungen japanischer Staatsbürger durch die Demokratische Volksrepublik Korea (rachi mondai) | Tadamasa Kodaira (kommissarisch)     | Tadamasa Kodaira  | Shūgiin          | DPJ      | Kawabata           |
| Justizminister | Makoto Taki (ab 24. Oktober 2012)    | Makoto Taki       | Shūgiin*         | DPJ      | —                  |
| Außenminister | Kōichirō Gemba                       | Kōichirō Gemba    | Shūgiin          | DPJ      | Gemba              |
| Finanzminister | Kōriki Jōjima                        | Kōriki Jōjima     | Shūgiin*         | DPJ      | Kawabata           |
| Ministerin für Bildung, Kultur, Sport, Wissenschaft und Technologie | Makiko Tanaka                        | Makiko Tanaka     | Shūgiin*         | DPJ      | Ex-Ozawa           |
| Minister für Gesundheit, Arbeit und Soziales | Wakio Mitsui                         | Wakio Mitsui      | Shūgiin*         | DPJ      | Tarutoko, Ex-Ozawa |
| Minister für Landwirtschaft, Forsten und Fischerei | Akira Gunji                          | Akira Gunji       | Sangiin          | DPJ      | Yokomichi          |
| Minister für Wirtschaft, Handel und Industrie Minister für die „Organisation zur Unterstützung von Entschädigungen für Atomkraftschäden“ (genshiryoku songai baishō shien kikō) zuständig für wirtschaftliche Schäden durch die Atomkraft (genshiryoku keizai higai)                                                                                  | Yukio Edano                          | Yukio Edano       | Shūgiin          | DPJ      | Maehara, Kan       |
| Minister für Land, Infrastruktur und Transport | Yūichirō Hata                        | Yūichirō Hata     | Sangiin          | DPJ      | Hata               |
| Umweltminister Minister für „Atomkraftkatastrophenschutz“ (genshiryoku bōsai) zuständig für die „Normalisierung und Rückfallprävention der Atomkraftunfälle“ (gempatsu jiko no shūsoku oyobi saihatsu bōshi) | Hiroyuki Nagahama                    | Hiroyuki Nagahama | Sangiin          | DPJ      | Noda               |
| Verteidigungsminister | Satoshi Morimoto                     | Satoshi Morimoto  | —                | —        | —                  |
| Chefkabinettssekretär |                                      |                   |                  |          |                    |
| Leiter des Kabinettssekretariats ab 24. Oktober 2012 zuständig für die Entführungsfrage | Osamu Fujimura                       | Osamu Fujimura    | Shūgiin*         | DPJ      | Noda               |
| Staatsminister ohne Ministerium |                                      |                   |                  |          |                    |
| Wiederaufbauminister pauschal zuständig für das Große Japanische Erdbeben (Higashi-Nihon daishinsai sōkatsu tantō) | Tatsuo Hirano                        | Tatsuo Hirano     | Sangiin          | DPJ      | Gemba              |
| Vorsitzender der Nationalen Kommission für Öffentliche Sicherheit Minister für Verbraucher und Lebensmittelsicherheit | Tadamasa Kodaira                     | Tadamasa Kodaira  | Shūgiin*         | DPJ      | Kawabata           |
| Minister für den Finanzsektor, „neues Gemeinwesen“ (atarashii kōkyō), Geburtenrückgang, Geschlechtergleichstellung | Ikkō Nakatsuka                       | Ikkō Nakatsuka    | Shūgiin*         | DPJ      | Ex-Ozawa           |
| Minister für Wirtschafts- & Finanzpolitik, Wissenschafts- & Technologiepolitik, „Atomkraftverwaltung“ (genshiryoku gyōsei), Weltraumentwicklung zuständig für „Nationale Strategie“ (kokka senryaku), maritime Angelegenheiten (kaiyō seisaku) | Seiji Maehara                        | Seiji Maehara     | Shūgiin          | DPJ      | Maehara            |
| Minister für Katastrophenschutz zuständig für Postprivatisierung (yūsei min’eika) | Mikio Shimoji                        | Mikio Shimoji     | Shūgiin*         | NVP      | —                  |

Die Staatsminister ohne Ministerium sind naikaku-fu tokumei tantō daijin („Minister beim Kabinettsamt für besondere Aufgaben“). Zusätzliche besondere Verantwortungsbereiche (beim Kabinettssekretariat oder anderen Ministerien und Behörden) kursiv.

## Vizechefkabinettssekretäre, Legislativbüroleiter, Berater des Premierministers, Staatssekretäre
Die stellvertretenden Leiter des Kabinettssekretariats und der Leiter des Legislativbüros wurden am gleichen Tag wie die Minister berufen, die Sonderberater des Premierministers und Staatssekretäre einen Tag später.
Die Faktionszugehörigkeiten sind unvollständig.
| Amt | Name                                 | Kammer                               | Fraktion                             | Faktion (en)                         |
| Kabinettssekretariat, Legislativbüro | Kabinettssekretariat, Legislativbüro | Kabinettssekretariat, Legislativbüro | Kabinettssekretariat, Legislativbüro | Kabinettssekretariat, Legislativbüro |
| --- | ------------------------------------ | ------------------------------------ | ------------------------------------ | ------------------------------------ |
| Stellvertretende Leiter des Kabinettssekretariats | Tsuyoshi Saitō                       | Shūgiin                              | DPJ                                  | Kondō-Hiraoka                        |
| Stellvertretende Leiter des Kabinettssekretariats | Hirokazu Shiba                       | Sangiin                              | DPJ                                  | Hatoyama                             |
| Stellvertretende Leiter des Kabinettssekretariats | Makoto Taketoshi                     | —                                    | —                                    | —                                    |
| Leiter des Legislativbüros des Kabinetts | Tsuneyuki Yamamoto                   | —                                    | —                                    | —                                    |
| naikaku sōri-daijin hosakan („Berater des Premierministers“)                                                                                                 |                                      |                                      |                                      |                                      |
| Berater für „Ausgleich zwischen Ministerien und Behörden in wichtigen politischen Fragen etc.“ (jūyō seisaku ni kan suru shochō-kan shōsei nado)             | Hiroshi Ōgushi                       | Shūgiin                              | DPJ                                  | Noda                                 |
| Berater für „Ausgleich zwischen Ministerien und Behörden in wichtigen politischen Fragen etc.“ (jūyō seisaku ni kan suru shochō-kan shōsei nado)             | Keirō Kitagami                       | Shūgiin                              | DPJ                                  |                                      |
| Berater für „Verwaltungsreform und integrierte Reform von Sozialversicherungen und Steuern etc.“ (gyōsei kaikaku oyobi shakai hoshō, zei ittai kaikaku nado) | Manabu Terata                        | Shūgiin                              | DPJ                                  | Kan                                  |
| Berater für „Politikführung unter dem Primat der Politik, Parlamentsangelegenheiten“ (seiji shudō ni yoru seisaku un’ei oyobi kokkai taisaku)                | Mitsuo Mitani                        | Shūgiin                              | DPJ                                  | Noda                                 |
| Berater für „Politikführung unter dem Primat der Politik, Parlamentsangelegenheiten“ (seiji shudō ni yoru seisaku un’ei oyobi kokkai taisaku)                | Yoshihiro Kawkami                    | Sangiin                              | DPJ                                  |                                      |
| Fukudaijin („Vizeminister“) |                                      |                                      |                                      |                                      |
| Wiederaufbau | Tōru Kikawada                        | Shūgiin                              | DPJ                                  |                                      |
| Wiederaufbau | Azuma Konno                          | Sangiin                              | DPJ                                  |                                      |
| Kabinettsamt | Shinkun Haku                         | Sangiin                              | DPJ                                  |                                      |
| Kabinettsamt | Yūji Fujimoto                        | Sangiin                              | DPJ                                  | Noda                                 |
| Kabinettsamt | Kiyoshige Maekawa                    | Sangiin                              | DPJ                                  |                                      |
| Allgemeine Angelegenheiten | Atsushi Ōshima                       | Shūgiin                              | DPJ                                  | Kano                                 |
| Allgemeine Angelegenheiten | Kenzō Fujisue                        | Sangiin                              | DPJ                                  | Kan                                  |
| Justiz | Ikuo Yamahana                        | Shūgiin                              | DPJ                                  | Yokomichi                            |
| Auswärtige Angelegenheiten | Shūji Kira                           | Shūgiin                              | DPJ                                  | Ex-Ozawa                             |
| Auswärtige Angelegenheiten | Kazuya Shimba                        | Sangiin                              | DPJ                                  |                                      |
| Finanzen | Kōichi Takemasa                      | Shūgiin                              | DPJ                                  | Noda                                 |
| Finanzen | Tsutomu Ōkubo                        | Sangiin                              | DPJ                                  |                                      |
| Kultus und Wissenschaft | Daisuke Matsumoto                    | Shūgiin                              | DPJ                                  | Noda                                 |
| Kultus und Wissenschaft | Hirofumi Ryū                         | Shūgiin                              | DPJ                                  | Tarutoko                             |
| Soziales und Arbeit | Chinami Nishimura                    | Shūgiin                              | DPJ                                  |                                      |
| Soziales und Arbeit | Mitsuru Sakurai                      | Sangiin                              | DPJ                                  | Tarutoko                             |
| Landwirtschaft, Forsten und Fischerei | Takahiro Sasaki                      | Shūgiin                              | DPJ                                  | Yokomichi                            |
| Landwirtschaft, Forsten und Fischerei | Kōichi Yoshida                       | Shūgiin                              | DPJ                                  |                                      |
| Wirtschaft und Industrie | Yōsuke Kondō                         | Shūgiin                              | DPJ                                  | Noda                                 |
| Wirtschaft und Industrie | Isao Mitsumiya                       | Shūgiin                              | DPJ                                  |                                      |
| Land und Verkehr | Takashi Nagayasu                     | Shūgiin                              | DPJ                                  |                                      |
| Land und Verkehr | Yutaka Banno                         | Shūgiin                              | DPJ                                  | Tarutoko, Kawabata                   |
| Umwelt | Yukio Ubukata                        | Shūgiin                              | DPJ                                  | Yokomichi                            |
| Umwelt | Yasuhiro Sonoda                      | Shūgiin                              | DPJ                                  | Tarutoko, Kawabata                   |
| Verteidigung | Akihisa Nagashima                    | Shūgiin                              | DPJ                                  | Noda                                 |
| Daijinseimukan (Parlamentarische Staatssekretäre) |                                      |                                      |                                      |                                      |
| Kabinettsamt | Ken Kagaya                           | Sangiin                              | DPJ                                  | Kawabata                             |
| Kabinettsamt | Mie Kaneko                           | Sangiin                              | DPJ                                  |                                      |
| Kabinettsamt, Wiederaufbau | Kazuko Kōri                          | Shūgiin                              | DPJ                                  | Yokomichi                            |
| Allgemeine Angelegenheiten | Masao Ishizu                         | Shūgiin                              | DPJ                                  |                                      |
| Allgemeine Angelegenheiten | Takashi Morita                       | Sangiin                              | NVP                                  | —                                    |
| Allgemeine Angelegenheiten, Kabinettsamt | Tetsuo Inami                         | Shūgiin                              | DPJ                                  | Kondō-Hiraoka                        |
| Justiz | Nobuo Matsuno                        | Sangiin                              | DPJ                                  | Kondō-Hiraoka                        |
| Auswärtige Angelegenheiten | Hirotami Murakoshi                   | Shūgiin                              | DPJ                                  |                                      |
| Auswärtige Angelegenheiten | Naoki Kazama                         | Sangiin                              | DPJ                                  |                                      |
| Auswärtige Angelegenheiten | Kazuyuki Hamada                      | Sangiin                              | NVP                                  | —                                    |
| Finanzen | Shinsuke Amiya                       | Shūgiin                              | DPJ                                  |                                      |
| Finanzen | Michiyoshi Yunoki                    | Shūgiin                              | DPJ                                  | Kan                                  |
| Kultus und Wissenschaft | Muneaki Murai                        | Shūgiin                              | DPJ                                  |                                      |
| Kultus und Wissenschaft | Masayoshi Nataniya                   | Sangiin                              | DPJ                                  | Yokomichi                            |
| Soziales und Arbeit | Masaaki Itokawa                      | Shūgiin                              | DPJ                                  |                                      |
| Soziales und Arbeit | Satoshi Umemura                      | Sangiin                              | DPJ                                  |                                      |
| Landwirtschaft, Forsten und Fischerei | Yasuhiro Kajiwara                    | Shūgiin                              | DPJ                                  |                                      |
| Landwirtschaft, Forsten und Fischerei | Eiichirō Washio                      | Shūgiin                              | DPJ                                  |                                      |
| Wirtschaft und Industrie | Shūhei Kishimoto                     | Shūgiin                              | DPJ                                  |                                      |
| Wirtschaft und Industrie | Hiranao Honda                        | Shūgiin                              | DPJ                                  |                                      |
| Land und Verkehr | Kiyohito Hashimoto                   | Shūgiin                              | DPJ                                  | Ex-Ozawa                             |
| Land und Verkehr | Yasuhiko Wakao                       | Shūgiin                              | DPJ                                  |                                      |
| Umwelt | Masazumi Nakajima                    | Shūgiin                              | NVP                                  | —                                    |
| Umwelt, Kabinettsamt | Satoshi Takayama                     | Shūgiin                              | DPJ                                  | Ex-Ozawa, Kawabata                   |
| Verteidigung | Motohiro Ōno                         | Sangiin                              | DPJ                                  |                                      |

## Rücktritt
- Justizminister Tanaka trat am 23. Oktober 2012 aus „gesundheitlichen Gründen“ zurück.